# Square Pierre-de-Gaulle
Le square Pierre-de-Gaulle est un square du 7e arrondissement de Paris, sur le côté droit de l'église Saint François-Xavier.

## Situation et accès
Le site est accessible par le 2, place du Président-Mithouard.
Il est ouvert à des horaires réglementés.
Il est desservi par la ligne 13 à la station Saint-François-Xavier.

## Origine du nom
Ce square honore la mémoire de Pierre de Gaulle (1897-1959), résistant et frère cadet du général de Gaulle, qui naquit dans le 7e arrondissement de Paris.

## Historique
Avec le square de l'Abbé-Esquerré, il est l'un des deux espaces verts, de forme similaire, autour de l'église Saint-François-Xavier.
Planté de paulownias, il possède le label Écojardin.
Il est équipé d'une aire de jeux pour les enfants, de tables de ping-pong et d'un point d'eau potable.
Un monument y est installé, en hommage à Antoine de Saint-Exupéry (médaillon de l'écrivain par la sculptrice Consuelo de Saint-Exupéry et stèle rouge d'Ahtzic Silis). À noter que Saint-Exupéry vécut non loin, place Vauban.

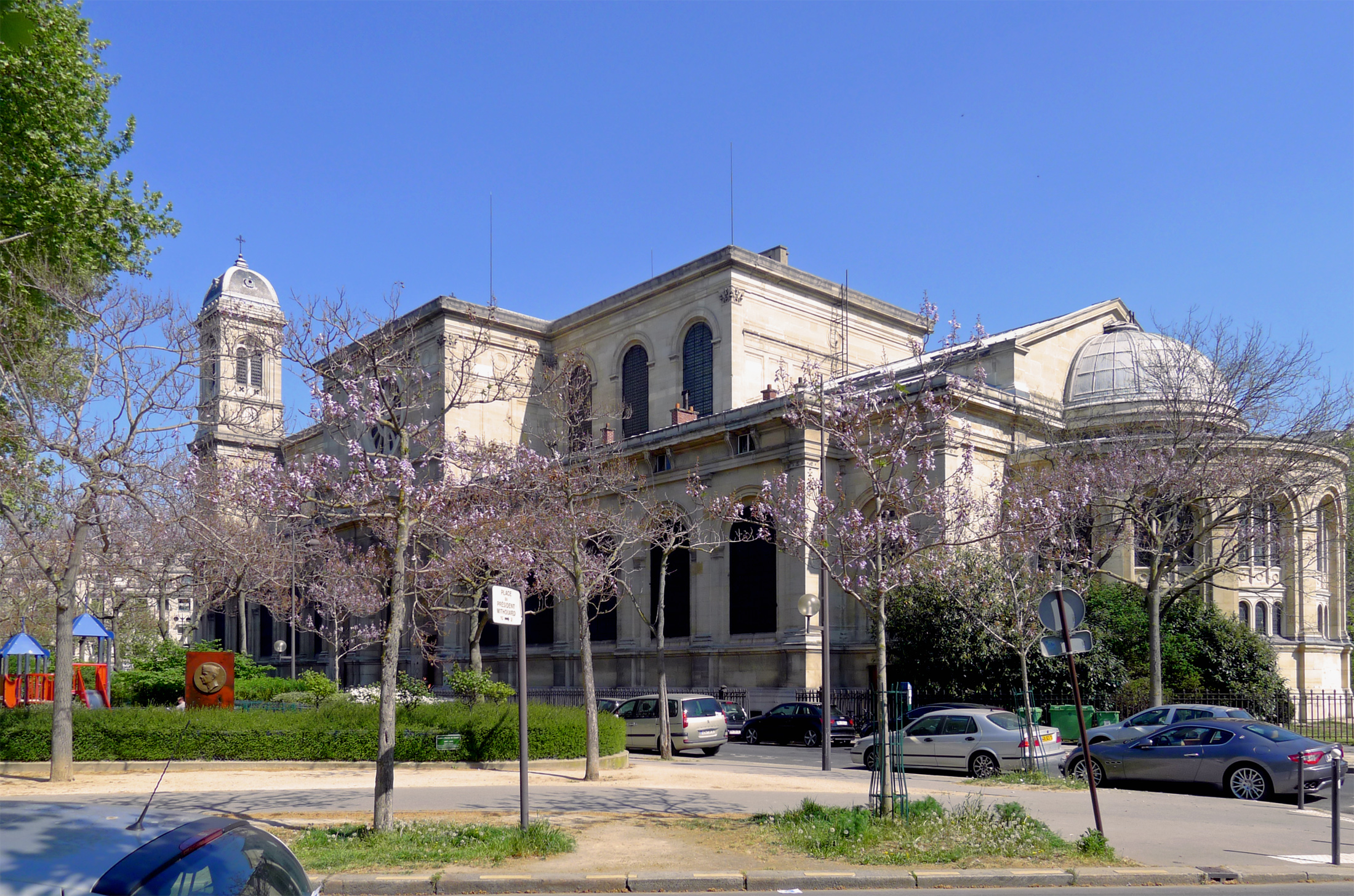
Le square Pierre-de-Gaulle et l'église Saint-François-Xavier.
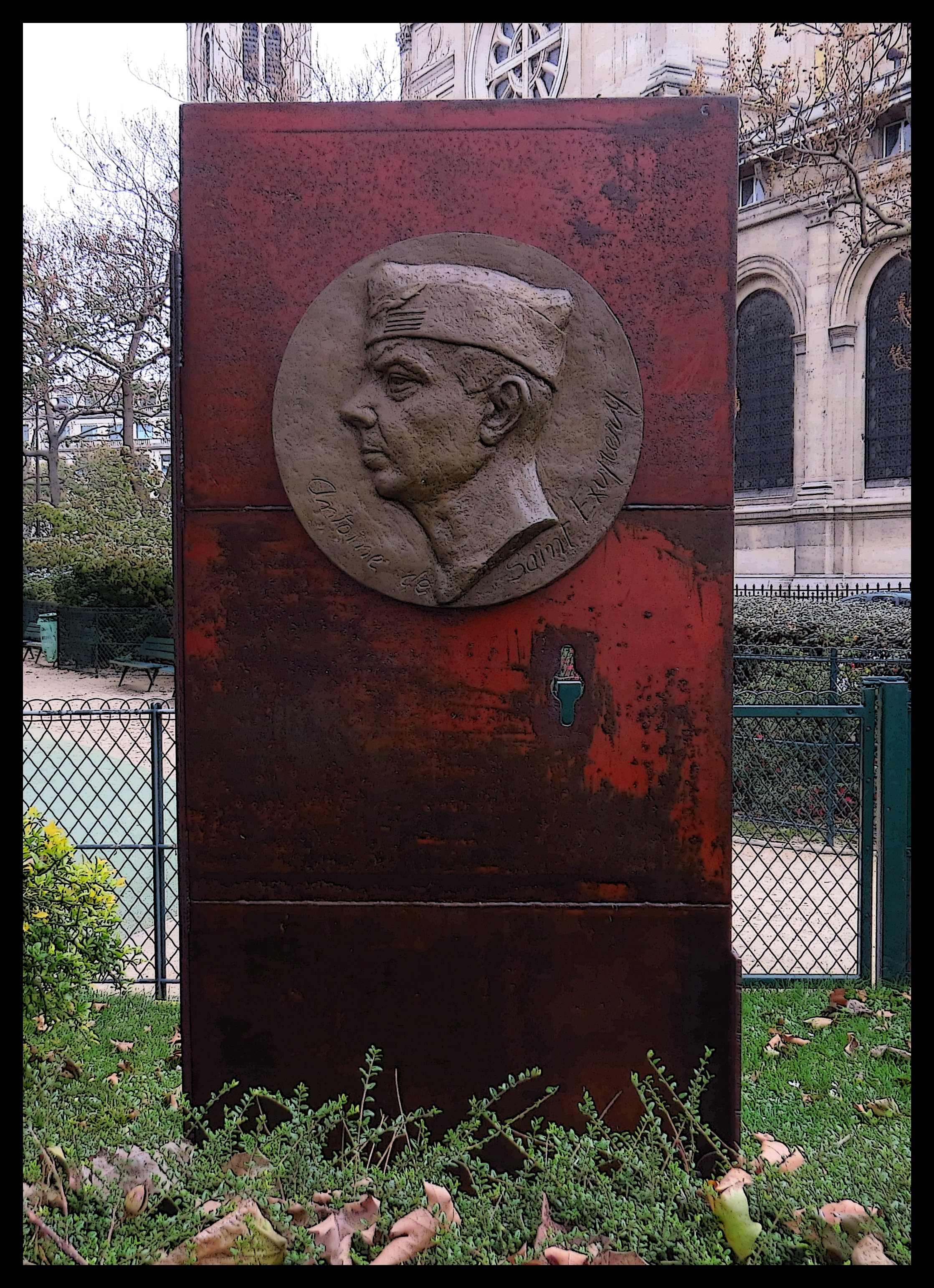
Monument en hommage à Saint-Exupéry.
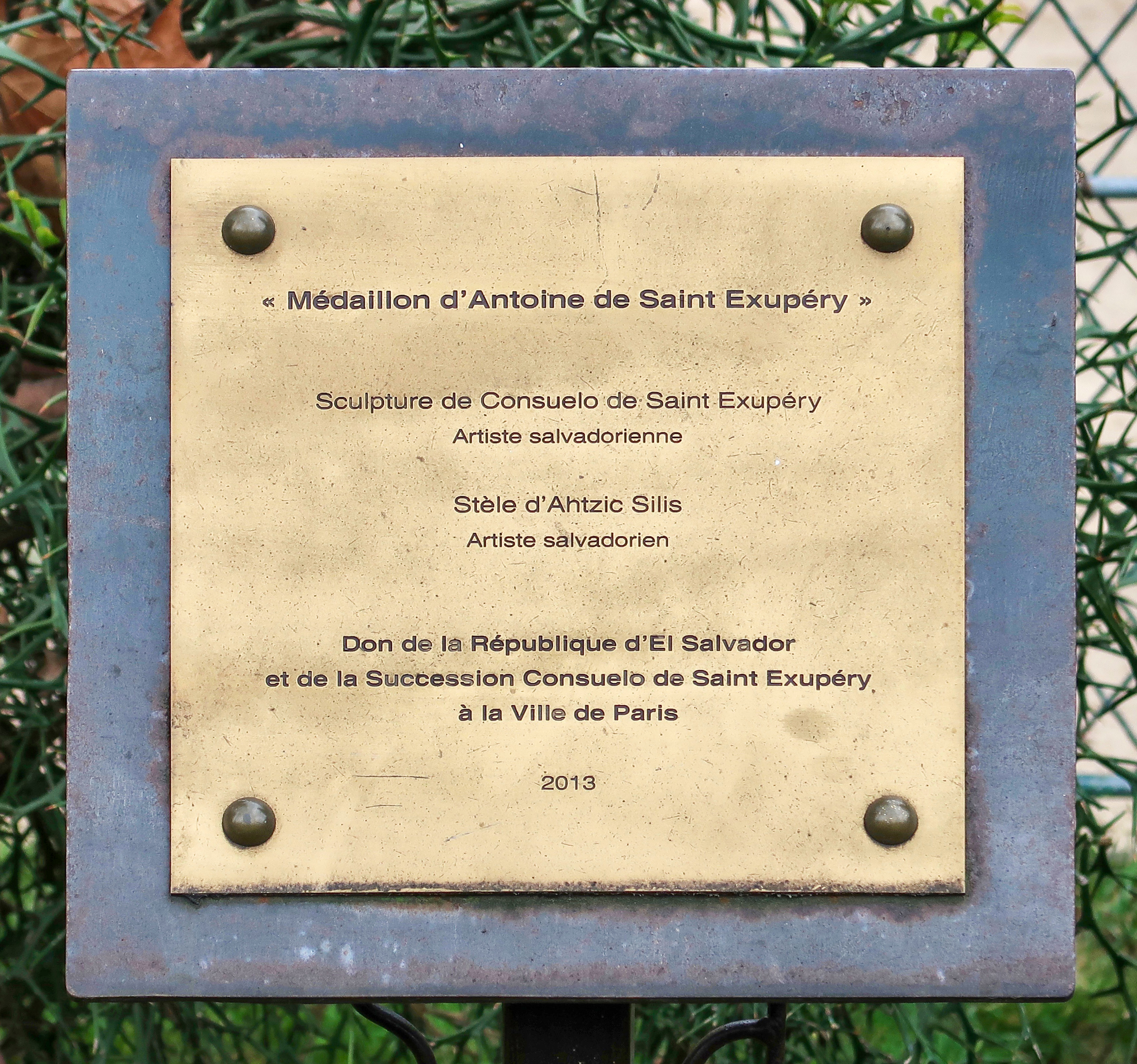
Plaque à côté de l'œuvre.